# Frigate Ecojet
Frigate Ecojet je veliko dvomotorno reaktivno potniško letalo, ki ga razvijajo v Rusiji. Projekt se je začel leta 1991 kot Tu-304 pod vodstvom Valentina Klimova, glavnega moža OKB-ja Tupoljev. Letalo naj bi prevažalo največ 500 potnikov. 
Cilj je razviti novo družino širokotrupnih letal za srednje dolge lete. Letalo bi uporabljajo nove tehnologije s področja aerodinamike in gradnje letal. Operativno naj bi bilo do leta 2018. Novo letalo bi bilo 15-20% bolj ekonomično kot verzija iz leta 2010. Pri načrtovanju sodelujejo z inštitutom CAGI.
Letalo bo optimizirano za lete dolžine 3000-400 kilometrov. Poleg tehnoloških inovacij bo imelo prednost pred drugimi širokotrupnimi letali, ki so optimizirana za dolge lete. Slednja letala imajo večje krilo zaradi večjih količin goriva in so zato manj efektivna pri krajših letih.
Letalo bodo poganjala dva velika turboventilatorska motorja. Izdelovalec motorjev še ni določen, opcije so ruski PD-18R (verzija Aviadvigatel PD-14) in zahodni motorji Rolls-Royce in. Pratt & Whitney
Posebnost letala bo ovalen presek trupa in trije prehodi (hodniki). Širina hodnika bo najmanj 0,5 metra, razdalja med sedeži pa najmanj 0,81 metra. To bo omogočilo optimalno velikost trupa za 300-350 potnikov. V trirazredni konfiguraciji bo prostora za 302 potnika, v ekonomski pa 400. V spodnjem prostoru za tovor bo prostora za 20 LD-3 zabojnikov.

## Tehnične specifikacije
Glavne karakteristike letala Frigate Ecojet  " 
| Kapaciteta potnikov       | 260   | 280   | 302   | 352   |
| Tovor (kg)                | 24700 | 26600 | 28690 | 33440 |
| Dolet (km)                | 4541  | 4042  | 3500  | 2343  |
| Potovalna hitrost (Mach)  | 0,8   | 0,8   | 0,8   | 0,8   |
| Vzletna teža (tone)       | 123   | 123   | 123   | 123   |
| Vzletna razdalja (km)     | 2,375 | 2,375 | 2,375 | 2,375 |
| Pristajalna razdalja (km) | 2,336 | 2,336 | 2,336 | 2,336 |